# Schumacherfjellet
Das Schumacherfjellet ist ein 1230 m hoher Berg im ostantarktischen Königin-Maud-Land. Im Ahlmannryggen ragt er 10 km südwestlich der Nils Jørgennutane auf.
Norwegische Kartographen, die den Berg auch benannten, nahmen anhand von Luftaufnahmen und Vermessungen der Norwegisch-Britisch-Schwedischen Antarktisexpedition (NBSAE, 1949–1952) sowie zwischen 1958 und 1959 angefertigten Luftaufnahmen der Dritten Norwegischen Antarktisexpedition (1956–1960) eine Kartierung vor. Namensgeber ist Nils Jørgen Schumacher (1919–2005), leitender Meteorologe bei der NBSAE.